# Liquidambar poilanei
Liquidambar poilanei är en tvåhjärtbladig växtart som först beskrevs av Tardieu, och fick sitt nu gällande namn av Ickert-bond och J.Wen. Liquidambar poilanei ingår i släktet Liquidambar och familjen Altingiaceae. Inga underarter finns listade i Catalogue of Life.